# Округ Џејмс Сити (Вирџинија)
Џејмс Сити (енгл. James City County) је округ у америчкој савезној држави Вирџинија.

## Демографија
По попису из 2010. године број становника је 67.009, што је 18.907 (39,3%) становника више него 2000. године.
| Група             | 2000.          | 2010.          |
| Белци             | 38.954 (81,0%) | 52.049 (77,7%) |
| Афроамериканци    | 6.910 (14,4%)  | 8.805 (13,1%)  |
| Азијати           | 702 (1,5%)     | 1.506 (2,2%)   |
| Хиспаноамериканци | 816 (1,7%)     | 3.024 (4,5%)   |
| Укупно            | 48.102         | 67.009         |